# Kendall Jagdeosingh
Kendall Maurice Jagdeosingh (ur. 30 maja 1986 w Manzanilli) – trynidadzko-tobagijski piłkarz występujący na pozycji napastnika. Zawodnik klubu Ayutthaya.

## Kariera klubowa
Jagdeosingh zawodową karierę rozpoczynał w 2004 w zespole North East Stars. W tym samym roku zdobył z nim mistrzostwo Trynidadu i Tobago. W 2006 odszedł do drużyny Caledonia AIA. Spędził tam sezon 2006, a potem wrócił do North East Stars. W 2008 został graczem portorykańskiego klubu Puerto Rico Islanders z amerykańskiej ligi USL First Division, stanowiącej drugi poziom rozgrywek. Spędził tam trzy sezony.
W 2011 Jagdeosingh odszedł do innego zespołu USL First Division, Rochester Rhinos. Spędził tam sezon 2011. W 2012 odszedł do klubu Chainat FC z Tajlandii, grającego w Thai Premier League.

## Kariera reprezentacyjna
W reprezentacji Trynidadu i Tobago Jagdeosingh zadebiutował w 2006. W 2007 został powołany do kadry na Złoty Puchar CONCACAF. Nie zagrał jednak na nim w żadnym meczu, a Trynidad i Tobago zakończył turniej na fazie grupowej.